# Водопьянов, Александр Владимирович
Алекса́ндр Влади́мирович Водопья́нов (7 марта 2001, Нахабино, Московская область, Россия — 22 мая 2024, Херсонская область, Украина) — российский военнослужащий, лейтенант, командир разведывательной группы. Участник российского вторжения на Украину. Герой Российской Федерации (посмертно, 2024).

## Биография
Родился 7 марта 2001 года в посёлке городского типа Нахабино Московской области.
Учился с первого класса в Нахабинской гимназии № 4. В школьные годы увлекался спортом, в частности футболом, становился победителем Московской области среди своих ровесников. Также у него были успехи в точных науках, по словам классного руководителя Виктории Валентиновны Бабич. После окончания школы, поступил в Московское высшее общевойсковое командное училище Вооружённых сил Российской Федерации. После прохождения обучение, прошёл и службу в отдельной бригаде спецназначения в должности командира группы.
Согласно утверждению российских властей, погиб 22 мая 2024 года в Херсонской области Украины в результате удара украинского беспилотника.

## Звания и награды
- Герой Российской Федерации (2024, посмертно)[2][3][4].

## Память
- В 2024 году имя героя присвоено Нахабинской гимназии № 4[5][6][7].
- В 2024 году открыта мемориальная доска на Нахабинской гимназии[8][6][9].
- В 2024 году была установлена парта героя в Нахабинской гимназии[6].
- В 2024 году его имя присвоил класс в котором он учился в Нахабинской гимназии № 4[6]
- Имеется уголок памяти героя в Нахабинской гимназии в кабинете математики, где лежат вещи Водопьянова: часы, тельняшка, фуражка, клятва, футбольная форма клуба «Зоркий» и школьный дневник[6].